# Jeppe Brinch
Jeppe Brinch, né le 8 mai 1995 au Danemark, est un footballeur danois qui évolue actuellement au poste d'arrière droit avec le FC Fredericia.

## Biographie

### Esbjerg fB
Jeppe Brinch est formé à l'Esbjerg fB. C'est avec ce club qu'il débute en professionnel, lors d'un match de Coupe du Danemark gagné sur le score de 1-7 face au modeste club d'Aalborg Chang (en), le 26 septembre 2013. Ce jour-là, il est titulaire au poste d'arrière gauche et délivre notamment trois passes décisives. Le 27 juillet 2014, Brinch fait ses débuts en Superligaen face à SønderjyskE en entrant en jeu à la place de Jonas Knudsen. Son équipe réalise le match nul (1-1).
En décembre 2015, Brinch prolonge son contrat pour le reste de la saison. Il joue 13 matches de championnat pour le club lors de la saison 2015/16 et prolonge une nouvelle fois son contrat en avril 2016, cette fois-ci jusqu'en 2019.
Le 11 janvier 2019, Brinch prolonge avec le club d'Esbjerg jusqu'en 2022.

### FC Fredericia
Le 31 août 2021, lors du dernier jour du mercato estival, Jeppe Brinch s'engage en faveur du FC Fredericia pour un contrat courant jusqu'en juin 2023. Il joue son premier match sous ses nouvelles couleurs le 21 septembre 2021, à l'occasion d'une rencontre de coupe du Danemark face au AB Copenhague. Il est titularisé et son équipe s'impose par deux buts à zéro.

## Statistiques
| Saison                | Club                  | Championnat           | Championnat | Championnat | Coupe(s) nationale(s) | Coupe(s) nationale(s) | Compétition(s) continentale(s) | Compétition(s) continentale(s) | Compétition(s) continentale(s) | Total | Total |
| Saison                | Club                  | Division              | M.          | B.          | M.                    | B.                    | Comp.                          | M.                             | B.                             | M.    | B.    |
| 2013-2014             | Esbjerg fB            | D1                    | -           | -           | 1                     | 0                     | -                              | -                              | -                              | 1     | 0     |
| 2014-2015             | Esbjerg fB            | D1                    | 2           | 0           | 1                     | 0                     | C3                             | 1                              | 0                              | 4     | 0     |
| 2015-2016             | Esbjerg fB            | D1                    | 13          | 0           | 1                     | 0                     | -                              | -                              | -                              | 14    | 0     |
| 2016-2017             | Esbjerg fB            | D1                    | 8           | 0           | 2                     | 0                     | -                              | -                              | -                              | 10    | 0     |
| 2017-2018             | Esbjerg fB            | D2                    | 18          | 0           | 1                     | 0                     | -                              | -                              | -                              | 19    | 0     |
| 2018-2019             | Esbjerg fB            | D1                    | 24          | 0           | 3                     | 0                     | -                              | -                              | -                              | 27    | 0     |
| 2019-2020             | Esbjerg fB            | D1                    | 14          | 0           | 2                     | 0                     | C3                             | 1                              | 0                              | 17    | 0     |
| Total sur la carrière | Total sur la carrière | Total sur la carrière | 79          | 0           | 11                    | 0                     | -                              | 2                              | 0                              | 92    | 0     |